# Фред Ньюгаус
Фредерік Вон Ньюгаус (англ. Frederick Vaughn Newhouse; 8 листопада 1948 — 20 січня 2025) — американський легкоатлет, який спеціалізувався в бігу на короткі дистанції.

## Із життєпису
Олімпійський чемпіон в естафеті 4×400 метрів (1976).
Срібний олімпійський призер у бігу на 400 метрів (1976).
Чемпіон Панамериканських ігор в естафеті 4×400 метрів (1971).
Срібний призер Панамериканських ігор у бігу на 400 метрів (1971).
Чемпіон США в приміщенні у бігу на 600 ярдів (1973).
По завершенні спортивної кар'єри працював в компанії «Exxon». Багато часу приділяє громадській діяльності, в тому числі в царині спорту.

## Основні міжнародні виступи
| Рік  | Змагання             | Місто    | Місце | Дисципліна | Примітки         |
| ---- | -------------------- | -------- | ----- | ---------- | ---------------- |
| 1971 | Панамериканські ігри | Калі     | 2     | 400 м      |                  |
| 1971 | 1                    | 4×400 м  |       |            |                  |
| 1976 | Олімпійські ігри     | Монреаль | 2     | 400 м      | Відео на YouTube |
| 1976 | 1                    | 4×400 м  |       |            |                  |